# Raymond Kintziger
Raymond Kintziger, född 23 december 1922, död 10 oktober 2010, var en friidrottare från Belgien. Han deltog vid olympiska sommarspelen 1952.